# Úmluva o zachování antarktických tuleňů
Úmluva o zachování antarktických tuleňů (Convention for the Conservation of Antarctic Seals) je směrnice, která je součástí Antarktického smluvního systému. Podepsána byla 1. června 1972, v účinnosti je od 11. března 1978.

## Obsah smlouvy
- Preambule - tuleni jsou zranitelní intenzivním lovem a je nutno je chránit
- Článek 1 - opatření platí pro oblasti jižně od 60. rovnoběžky jižní šířky, včetně šelfových ledovců a vztahuje se na druhy rypouš sloní (Mirounga leonina), tuleň leopardí (Hydrurga leptonyx), tuleň Weddellův (Leptonychotes weddelli), tuleň krabožravý (Lobodon carcinophagus), tuleň Rossův (Ommatophoca Rossi) a lachtany
- Článek 2 - tyto druhy tuleňů nesmí být v oblasti Antarktidy zabity ani odchyceny
- Článek 3 - v budoucnu bude možné přijmout další předpisy, týkající se na příklad možností omezeného lovu či chráněných a nechráněných druhů
- Článek 4 - povolení k odchytu nebo zabití tuleňů může být vydáno k poskytnutí nezbytného množství potravin či poskytnutí materiálu pro vědecký výzkum, muzea, vzdělávací a kulturní instituce
- Článek 5 - všechny smluvní strany si budou navzájem poskytovat informace, řídícím orgánem je Vědecká komise pro antarktický výzkum
- Článek 6 - v případě zjištění komerčního lovu tuleňů může kterákoliv smluvní strana svolat zasedání smluvních stran
- Článek 7 - smluvní strany se budou scházet nejméně každých pět let k přezkoumání fungování této úmluvy
- Článek 8 - úmluva může být kdykoli změněna
- Článek 9 - změny příloh k úmluvě může navrhnout každá smluvní strana, musí být schváleny dvěma třetinami zúčastněných stran
- Článek 10 - úmluva bude otevřena k podpisu v Londýně od 1. června do 31. prosince 1972
- Článek 11 - ratifikační listiny nebo listiny o přijetí budou uloženy u vlády Spojeného království Velké Británie a Severního Irska
- Článek 12 - k úmluvě může přistoupit jakýkoliv stát, pokud s tím budou souhlasit všechny zúčastněné strany
- Článek 13 - úmluva vstupuje v platnost třicátým dnem po dni uložení sedmé listiny o ratifikaci nebo přijetí
- Článek 14 - od úmluvy je možné odstoupit vždy 30. června každého roku
- Článek 15 - depozitář uvědomí všechny signatářské a přistupující státy o podpisech této úmluvy, uložení listin o ratifikaci, přijetí nebo přistoupení, oznámení o odstoupení od smlouvy, datu vstupu v platnost této úmluvy a o všech změnách
- Článek 16 - úmluva bude uložena v archivu vlády Spojeného království Velké Británie a Severního Irska

- Příloha
  - během jednoho kalendářního roku může být zabito nebo chyceno celkem 175 000 kusů tuleně krabožravého, 12 000 kusů tuleně leopardího a 5000 kusů tuleně Wedellova (druhy jsou hájené od 1. března do 31. srpna, tuleň Wedellův od 1. března do 31. prosince)
  - je zakázáno zabít nebo odchytit tuleně Rossova, rypouše sloního a lachtany
  - je zakázáno zabít nebo odchytit tuleně v označených reservacích, kde mají hnízdiště (Jižní Orkneje, jihozápadní Rossovo moře, ostrov Edisto, Helm Point)
  - smluvní strany si budou vyměňovat informace o zabitých a odchycených tuleních a lachtanech a budou dohlížet na bezbolestné, humánní metody lovu a odchytu